# Anisogammarus ochotensis
Anisogammarus ochotensis är en kräftdjursart. Anisogammarus ochotensis ingår i släktet Anisogammarus och familjen Anisogammaridae. Inga underarter finns listade i Catalogue of Life.